# 媽宮城隍廟
媽宮城隍廟，俗稱「松廟」，台灣澎湖縣馬公市縣定古蹟廟宇，主祀城隍爺，清法戰爭後被清德宗勅封「靈應侯」，闔澎公廟之一。

## 沿革
早期澎湖地區的廳署設在文澳，澎湖廳首任通判王仁遂於雍正八年（1730年）興建的文澳城隍廟，但文澳城隍廟緊鄰聚落中心，腹地較小，發展有限，當時便有人謂文澳城隍廟規模狹隘，不足展敬。
澎湖海防糧補通判謝維祺遂於乾隆四十二年（1777年）倡議另建，獲臺灣府知府蔣元樞鼎力支持，兩年後闢建媽宮城隍廟於今址，故形成澎湖一邑兩官祀城隍的情況；類似的情形在台灣亦發生於鳳山縣，但鳳山縣主因是先後有舊城與新城建設之故。
光緒十一年（1885年），清法戰爭法軍進攻澎湖，媽宮城隍廟受兵燹之災而受損。但法軍攻澎戰役期間，曾傳出城隍爺神明顯靈庇佑澎湖人民、兵勇之神蹟，翌年（1886年）澎湖通判程邦基重啟修建城隍廟時，光緒皇帝因此加封文澳及媽宮城隍廟為「靈應侯」，以堪比府城城隍廟的規格修建。
光緒十五年（1889年），澎湖廳署遷移至媽宮，媽宮城隍廟的官祀地位於焉鞏固。

### 清水解煙毒
明治卅四年（1901年），為了協助澎湖居民戒除鴉片菸癮，由當地鄉紳籌組成的一新社成員集合在媽宮城隍廟中，祈求城隍爺襄助澎湖百姓。據聞澎境靈應侯（城隍爺）降詩曰：「鴉片煙毒害不輕，荒工廢事失經營；有心世道除民患，恩准開壇在此行」:48，降壇指示六則卸除鴉片的條文，並敕賜神方與甘露水、百靈丹予上癮者服用，居然靈驗異常。
大正十五年（1926年），媽宮城隍廟開辦鸞堂，結「宣講社」，堂號「誘善堂」，後又改名「從善堂」。:47

## 建築
媽宮城隍廟為中華民國內政部訂定三級古蹟，廟內供許多清代遺存的匾額，數量頗多，極具歷史價值。
大正十一年（1922年）因應澎湖天后宮大整建工程，天后宮董事會特地從福建延攬一批宮廟匠師參與重修，連帶帶動起澎湖古廟整修風潮，因不少匠師因此留駐澎湖發展，後來也參與了城隍廟改建工程。今日所見的媽宮城隍廟，風貌基礎奠定昭和八年（1933年）的改建。
現今城隍廟為面闊五開間，縱深兩進落的合院式建築，廟面是採硬山式瓦屋面，與後方的合院坡屋相連。當時參與媽宮城隍廟改建工程的師傅，包括石匠張木成（泉州惠安）、司職木雕和彩繪的黃文華（漳州東山島）、鑿花匠師黃良（泉州）、泥水匠蔣銅（澎湖），皆為一時之選。三川殿、天井、四垂亭、拜殿、內殿及兩側護龍等，由大木匠師謝江、謝自南父子（澎湖後窟潭）設計，風格獨樹一幟，尤其以拜殿連結正殿前緣、川亭抱廈，配置上實為兩進落，卻順利營造出三進落的意象，可謂匠心獨運。

### 三川殿
通判程邦基於光緒十二年所獻立之「悔者遲」、「你來了」匾額，以及「大算盤」。

在內埕往三川殿簷樑仰望，能在前後樑上首尾散見「國」、「泰」、「民」、「安」四個字。

媽宮城隍廟三川殿
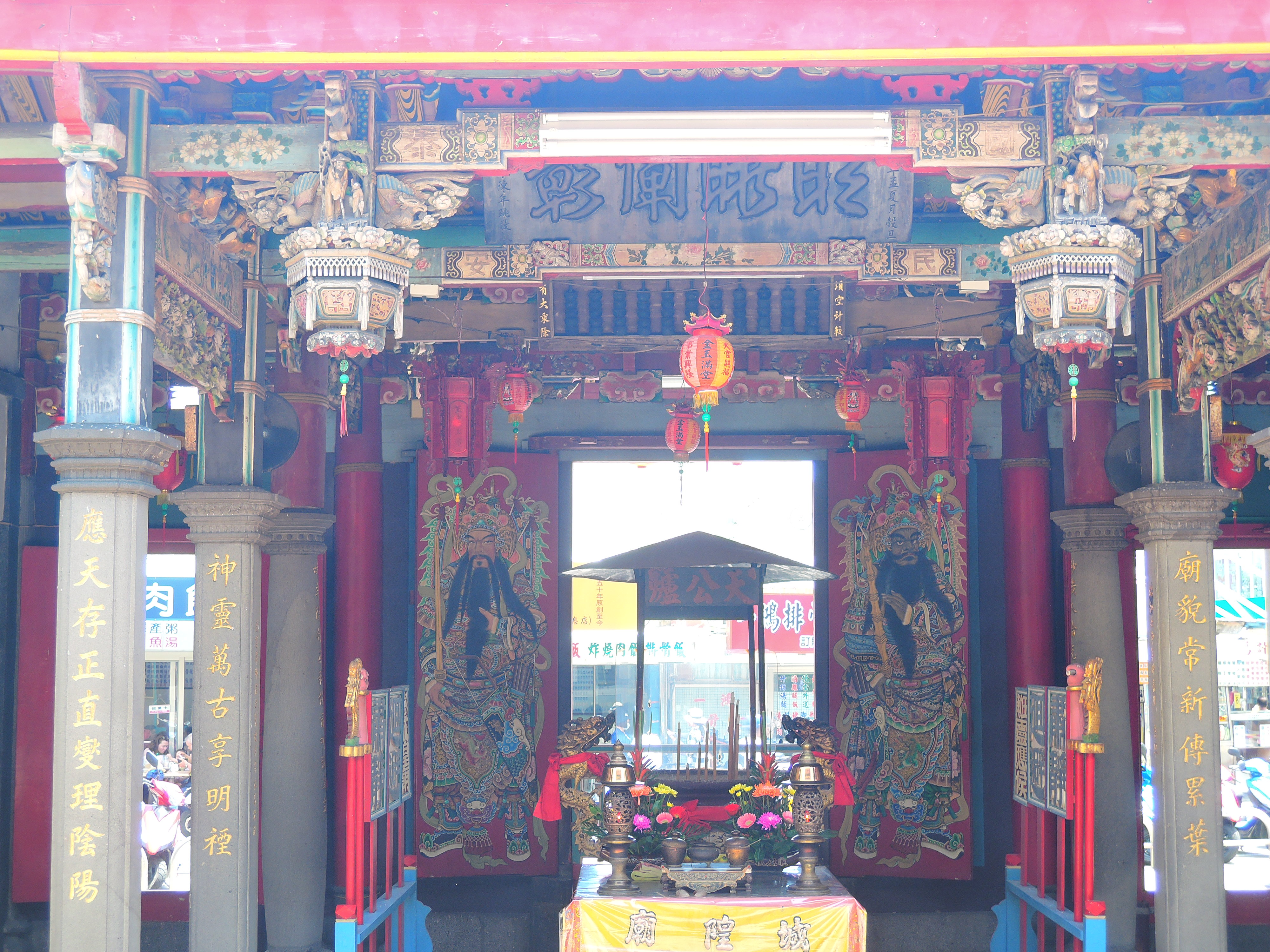
天公爐、楹聯、黃友謙門神彩繪
「大算盤」
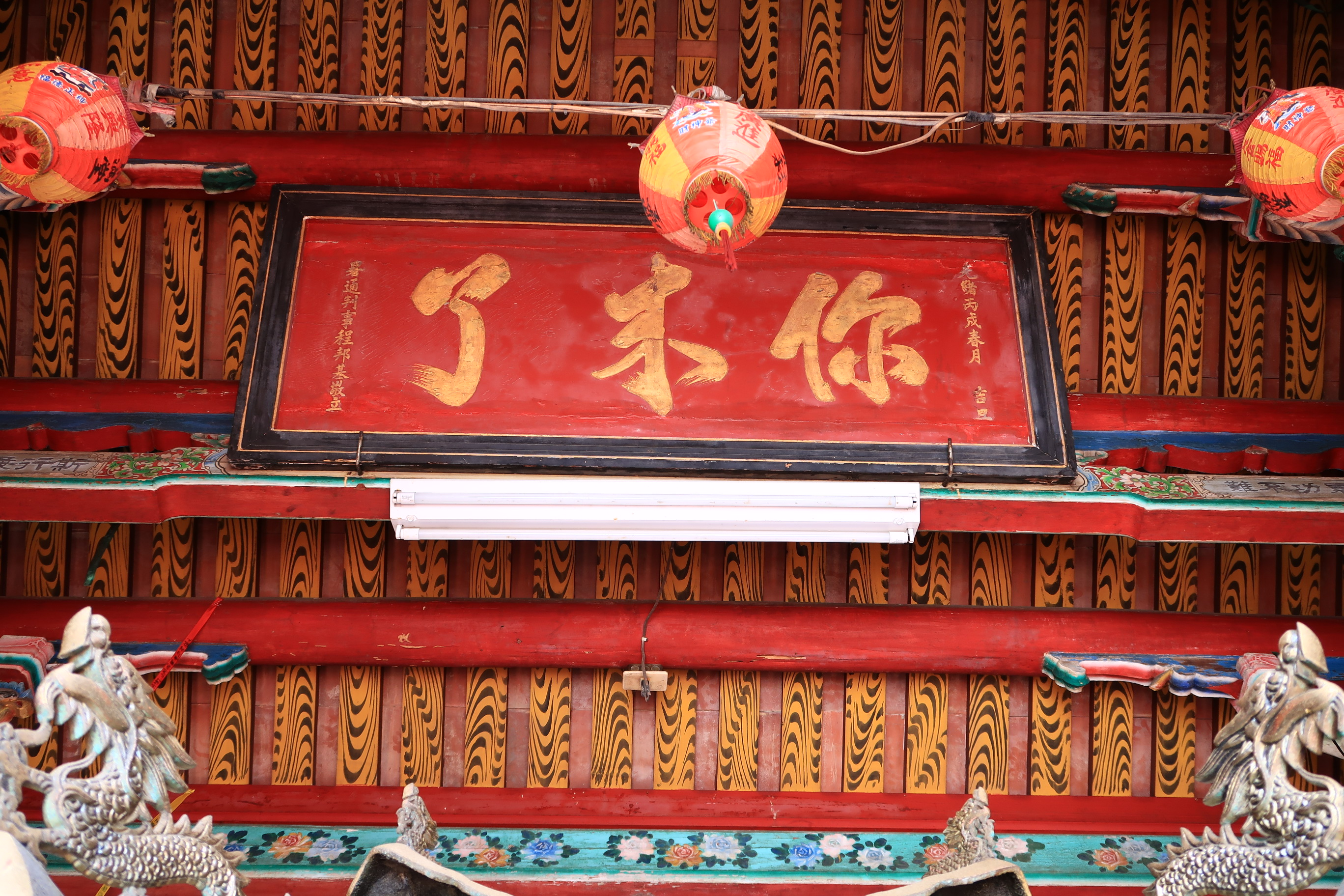
「你來了」，程邦基立
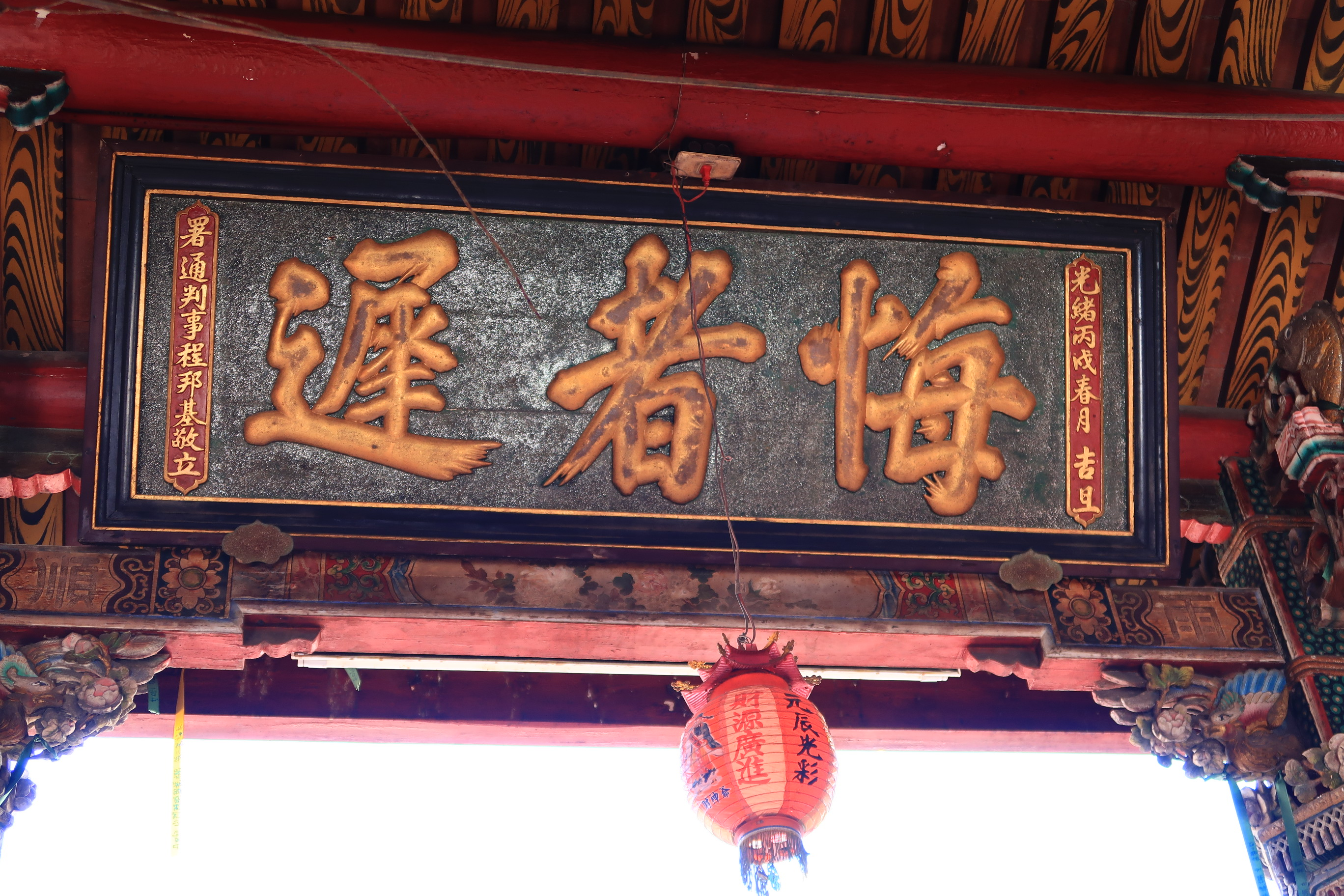
「悔者遲」，程邦基立

### 拜亭
重簷歇山頂的拜亭。

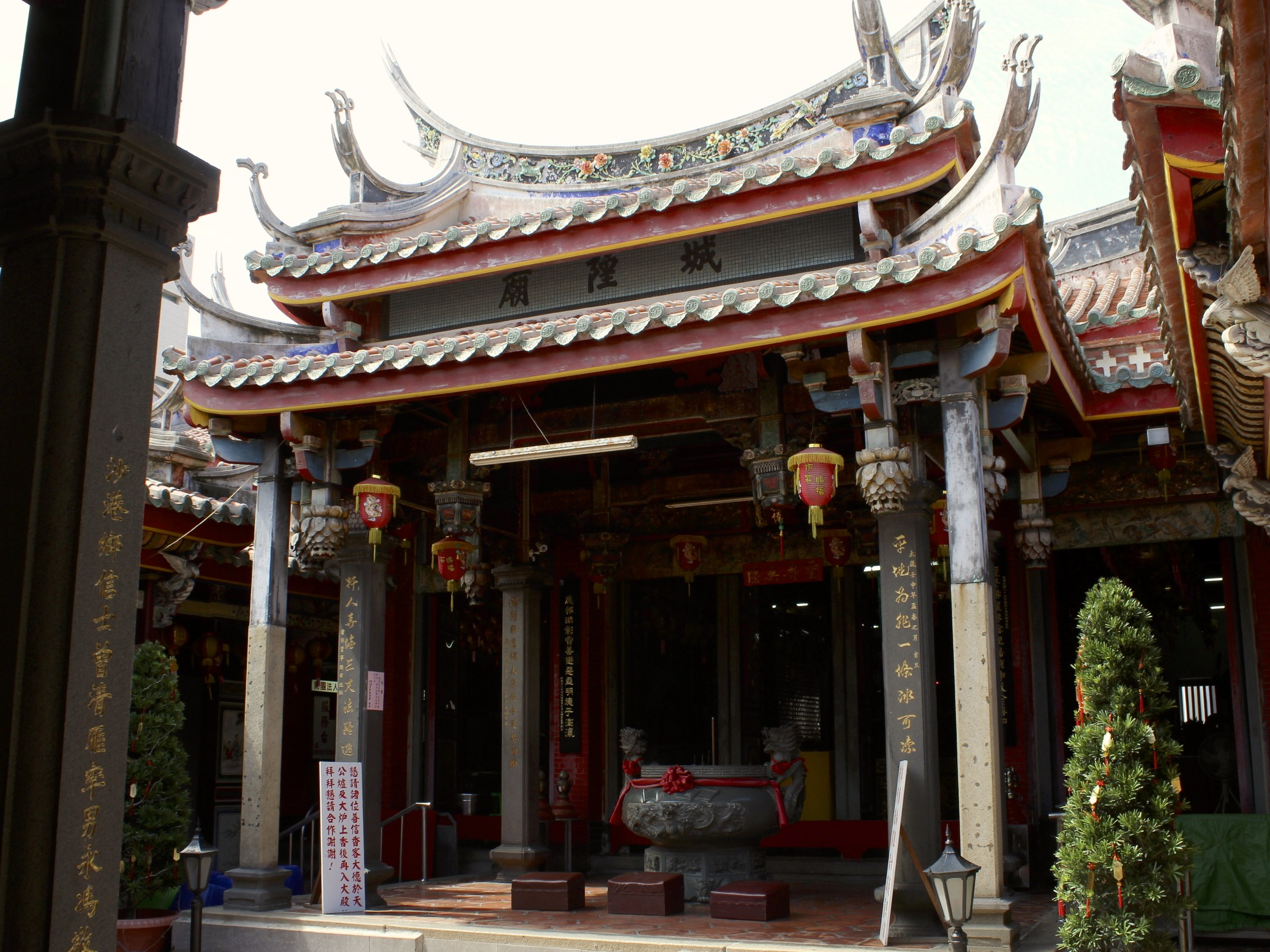
拜亭
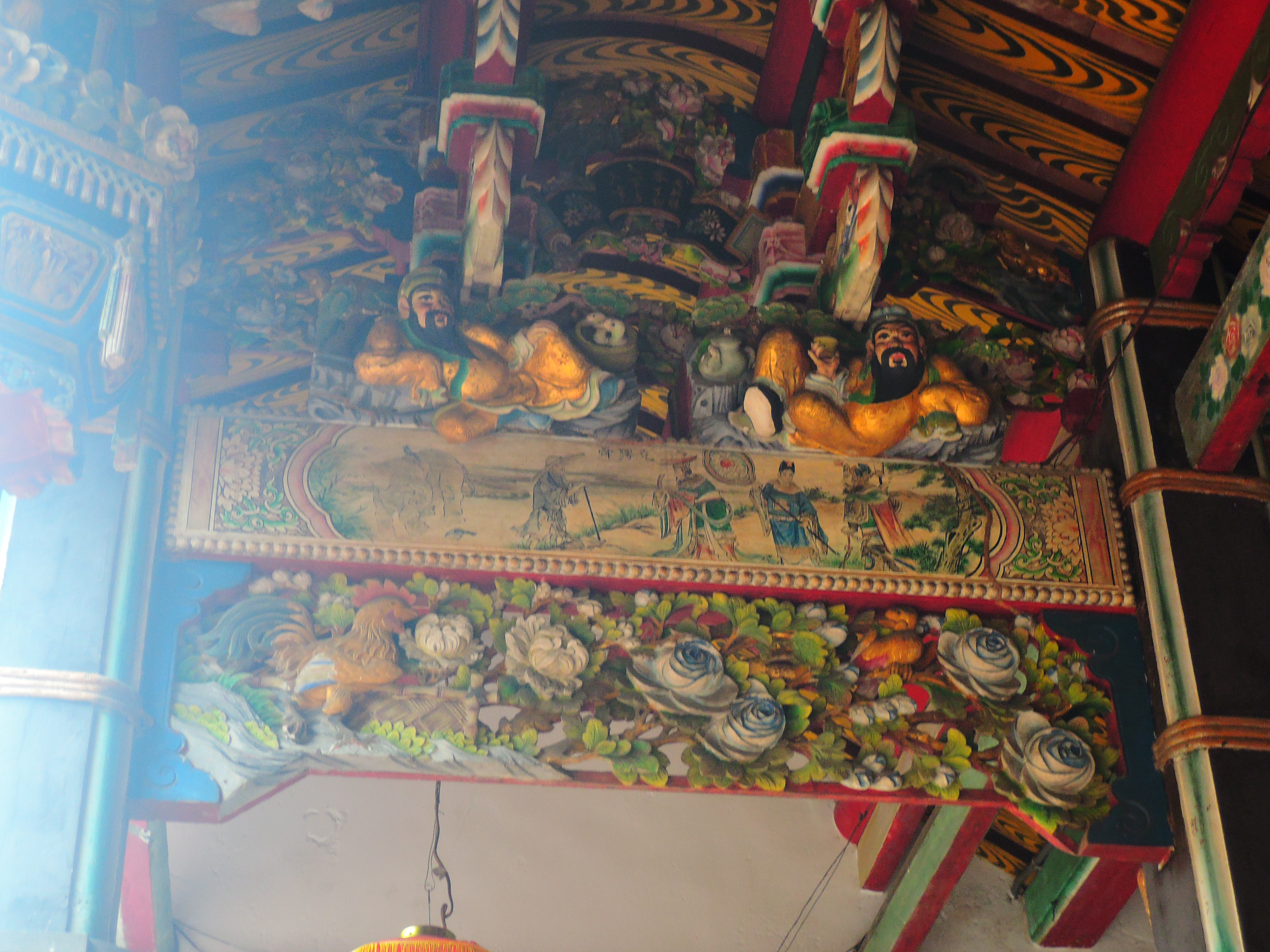
木雕彩繪
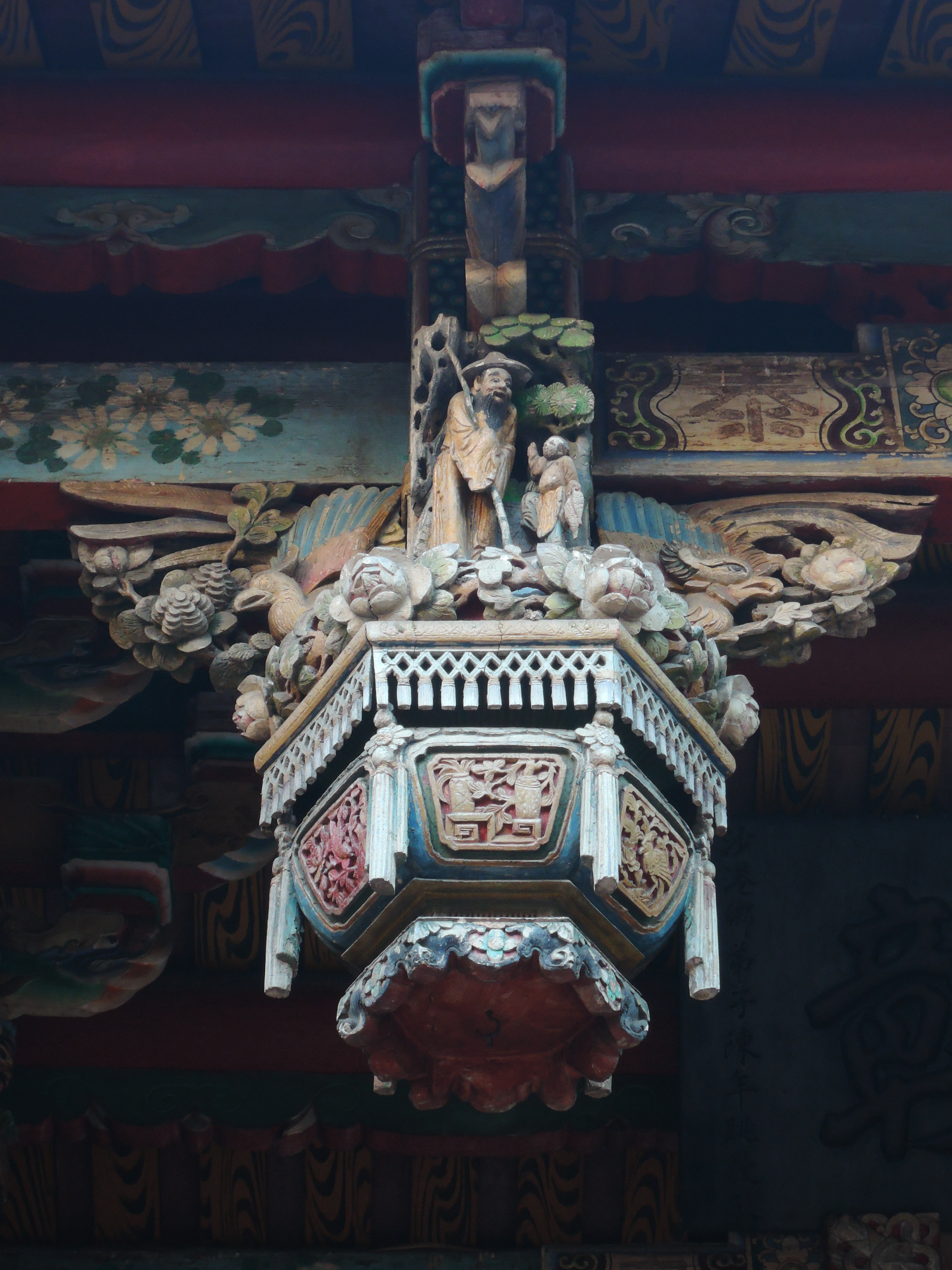
三川殿垂花
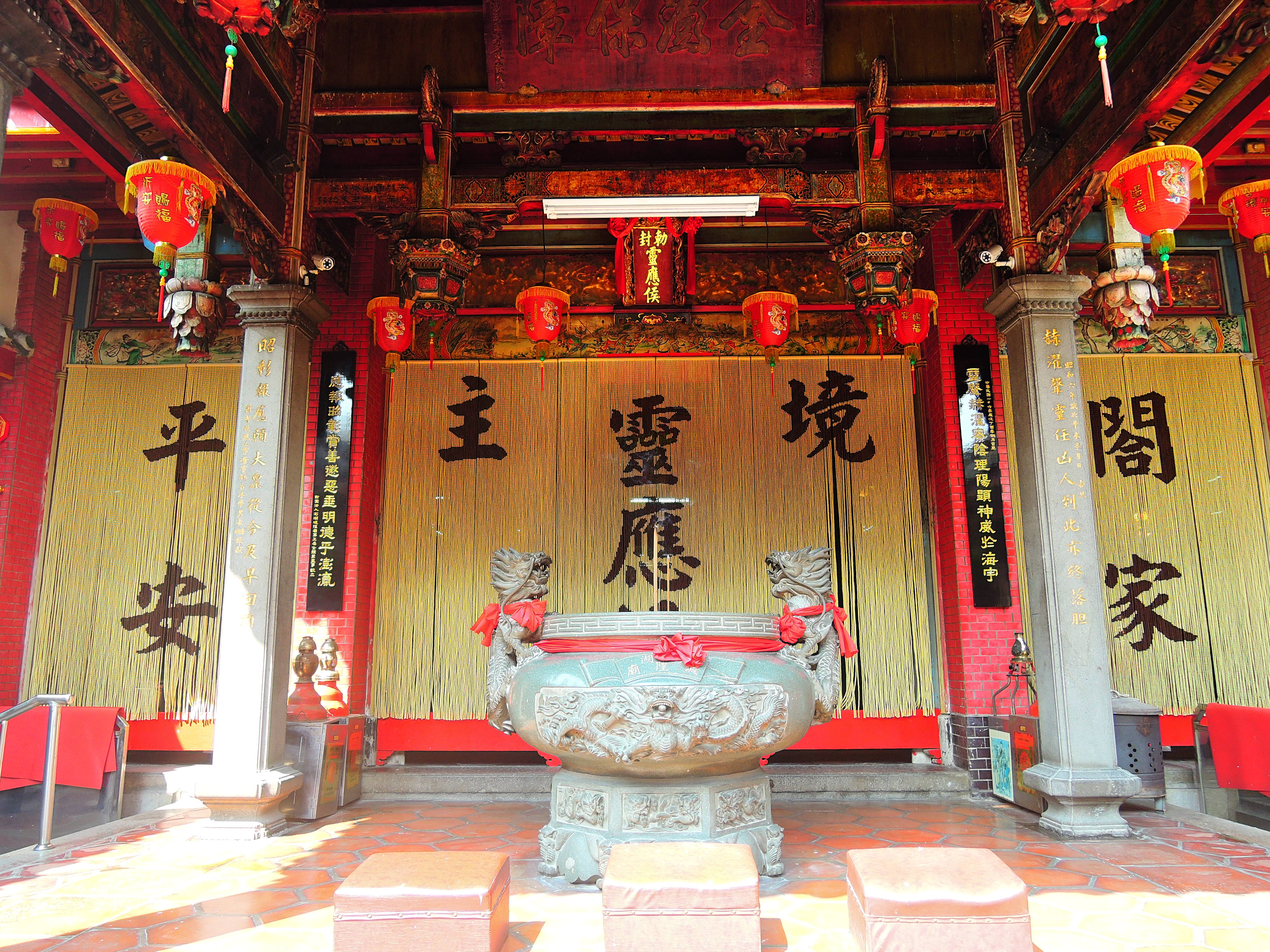
正殿入口
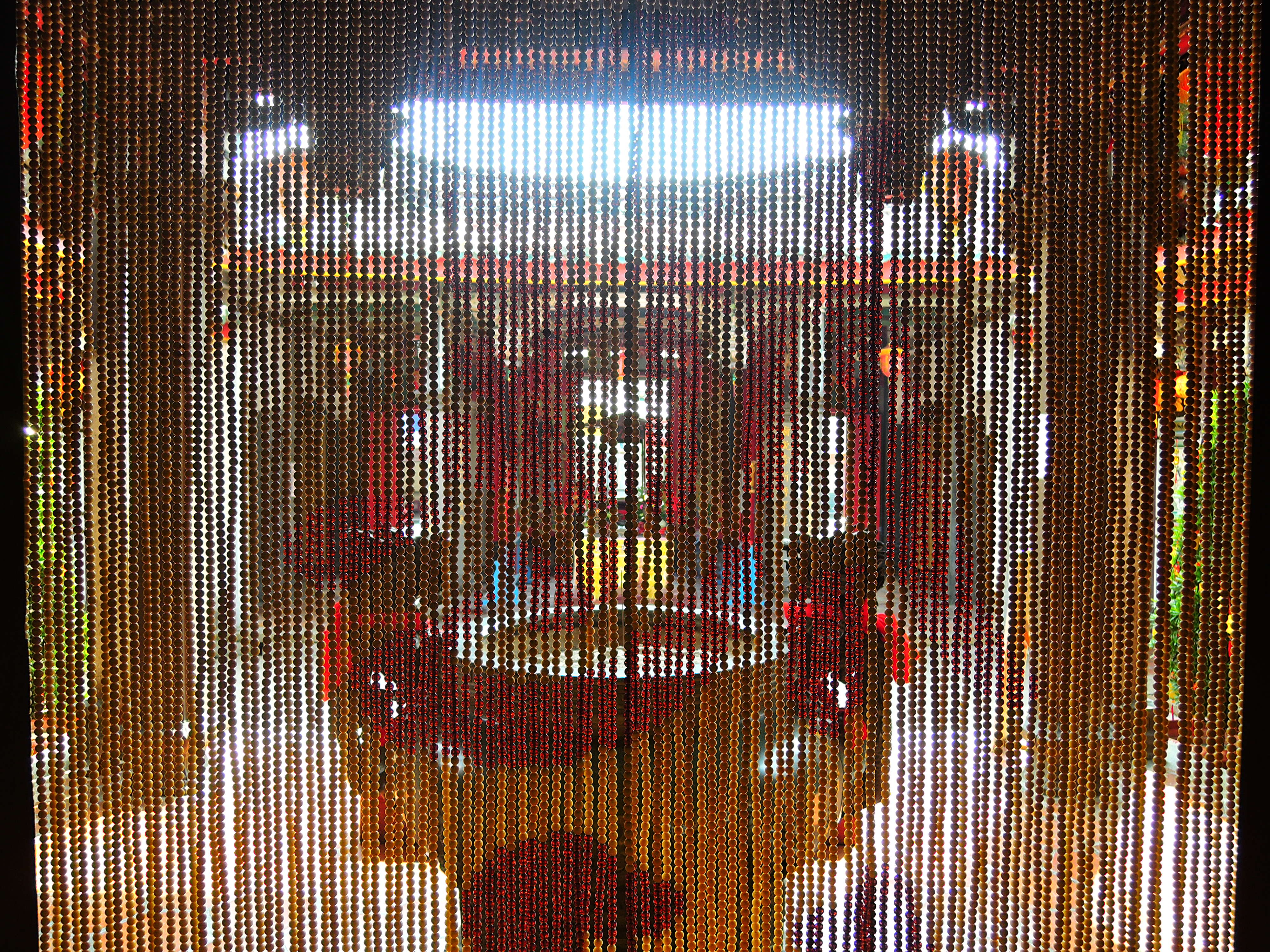
拜亭
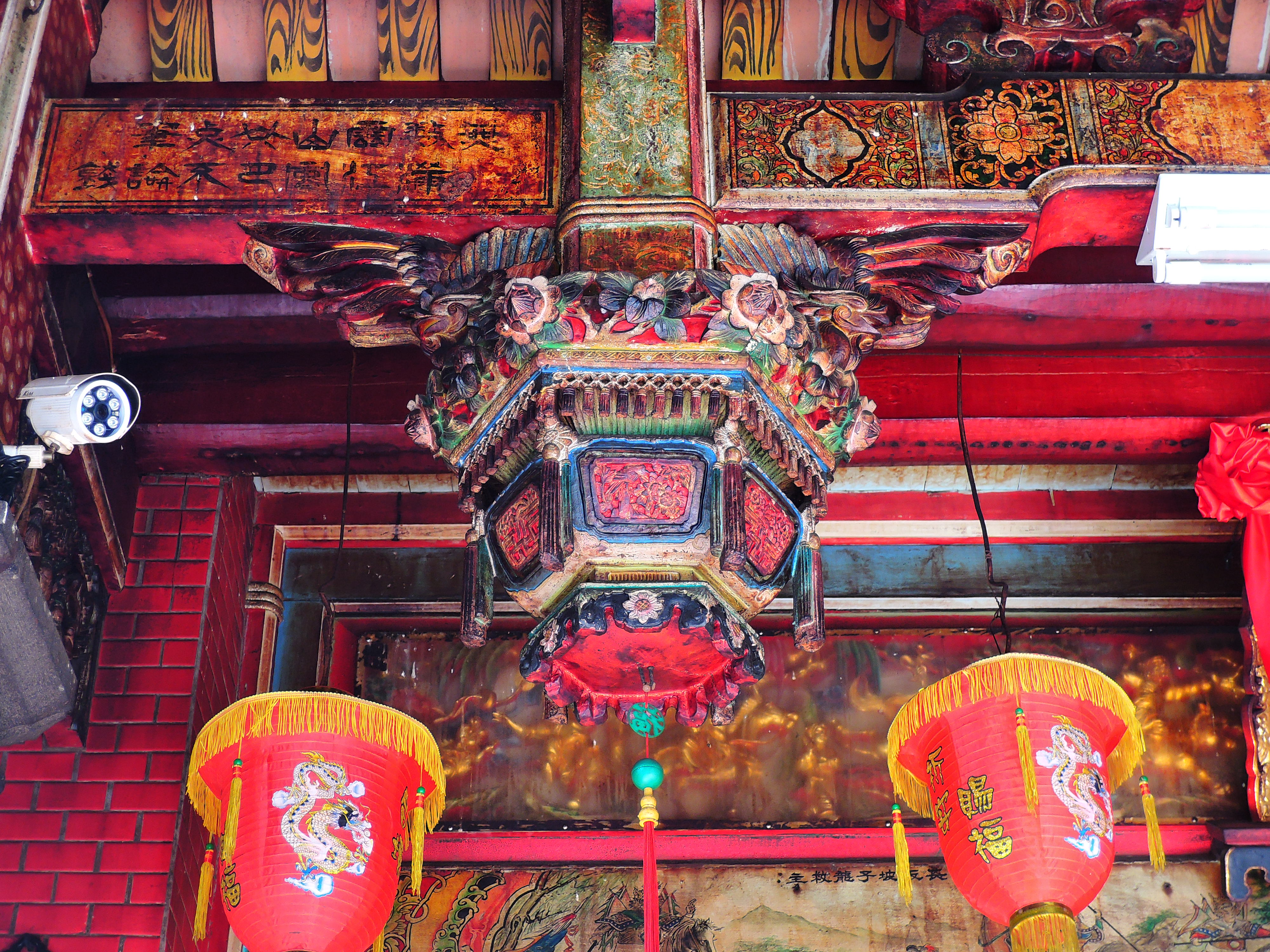
垂花、彩繪

### 正殿主廳
正殿神龕供奉城隍爺（靈應侯），左右分立文武判官。正殿左室供奉註生娘娘，右室供奉臨水夫人。左右壁面尚留有「澎湖改建城隍廟碑記」、「重修城隍廟碑記」等碑碣文物。城隍爺正上方「功存捍衛」匾乃由光緒皇帝御賜。

正殿
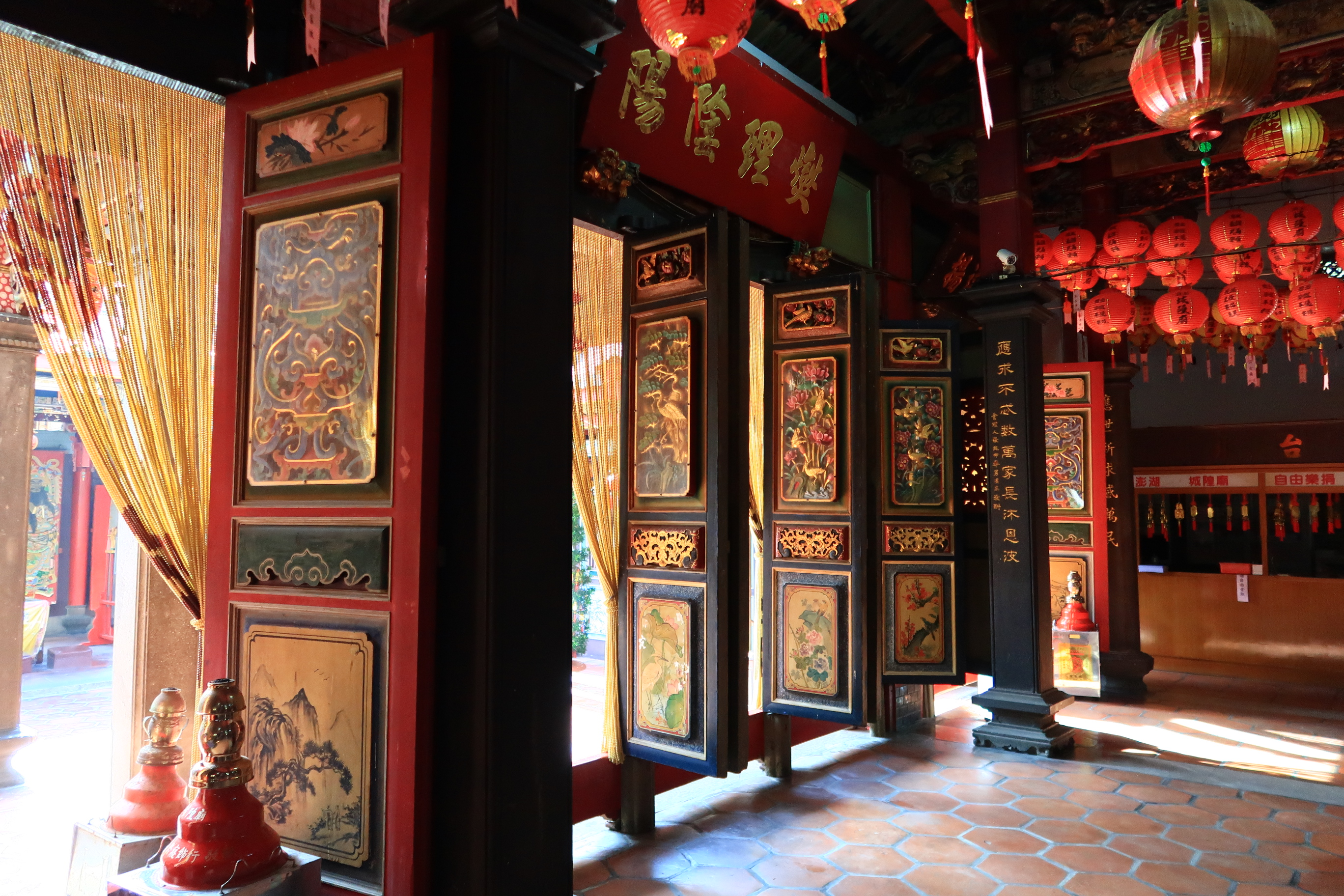
正殿木門雕飾
正殿｜匾額：功存捍衛與八仙彩繪
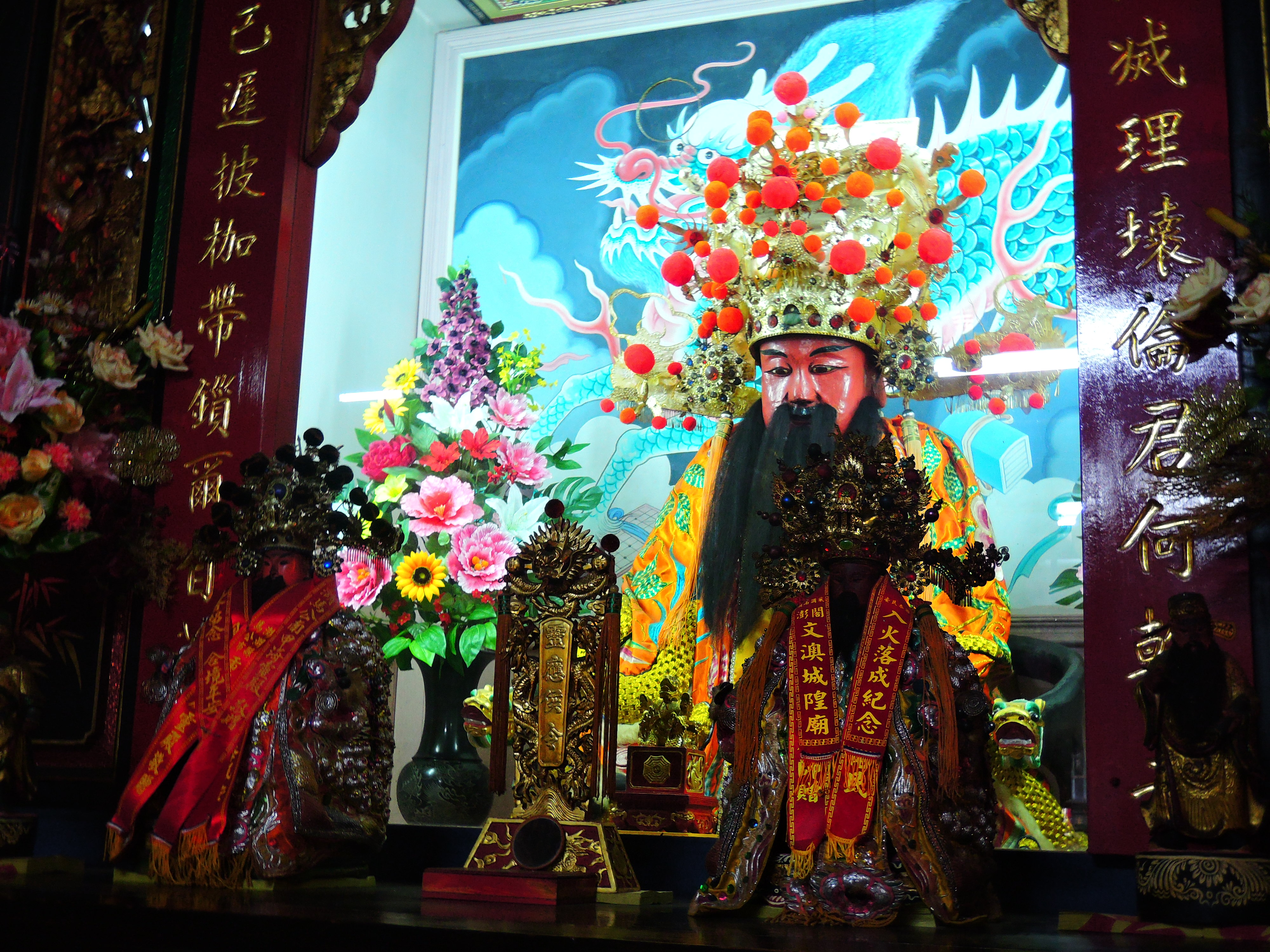
正殿｜靈應侯像（城隍爺）
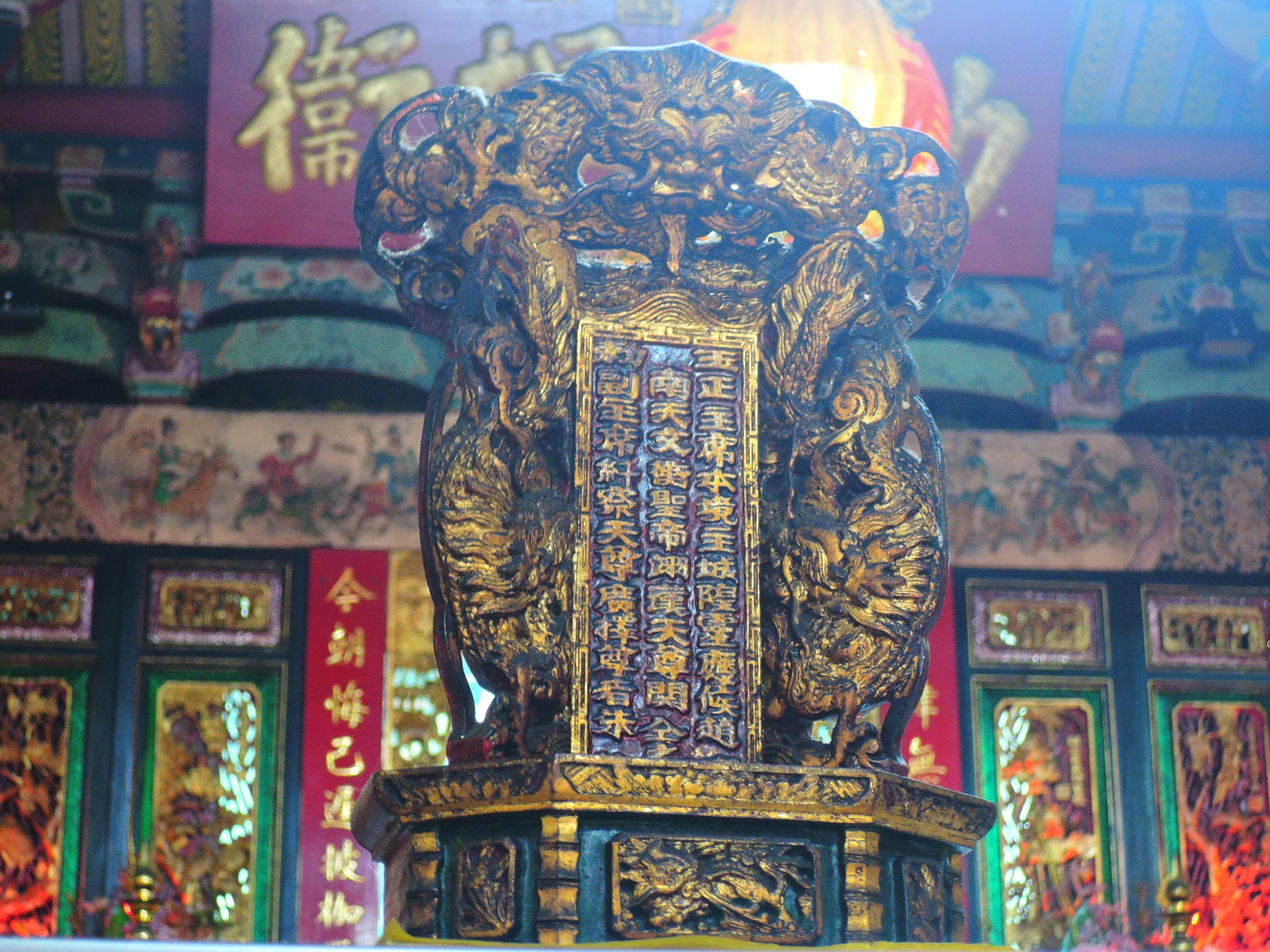
境主神牌
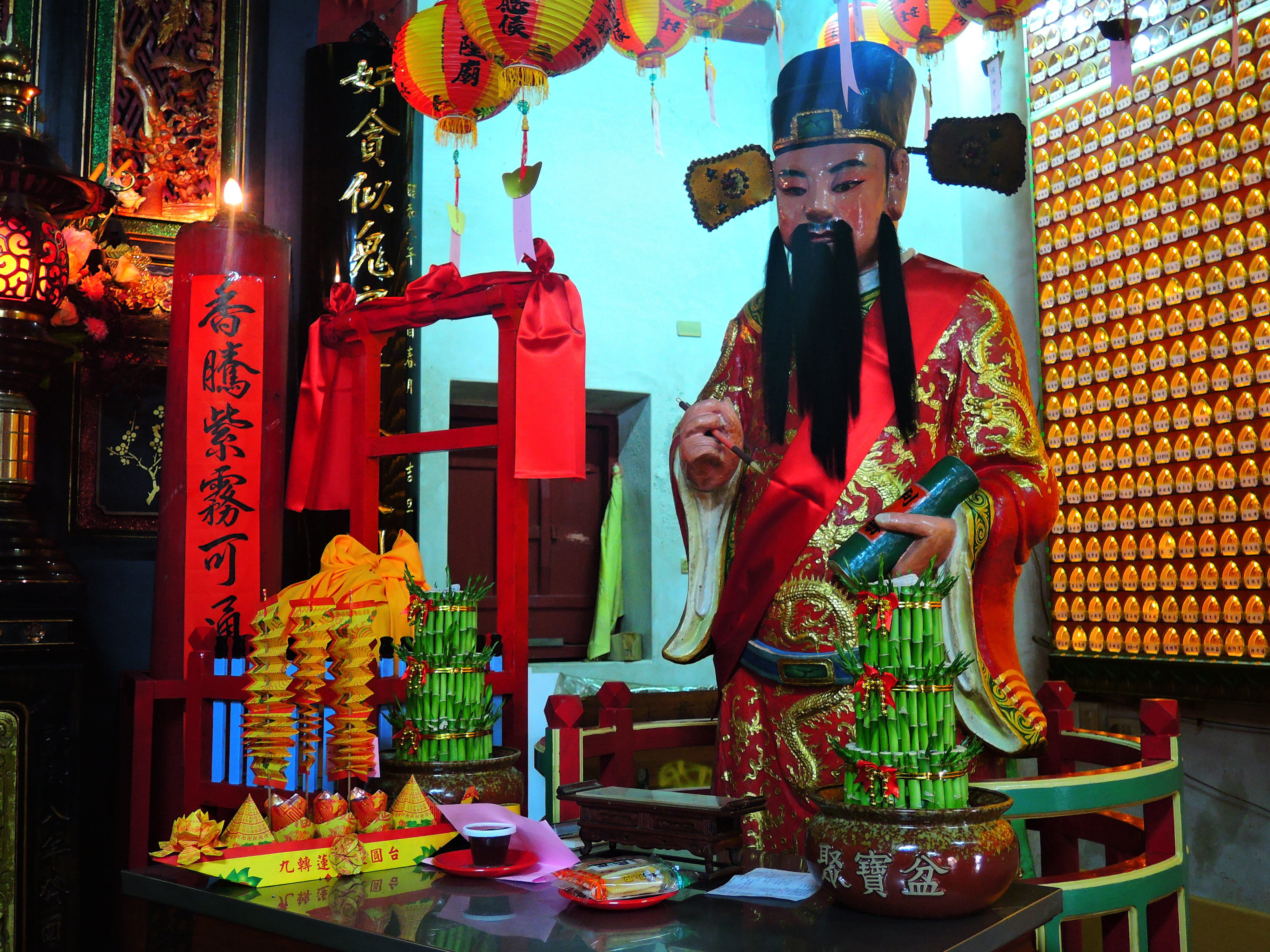
文判官
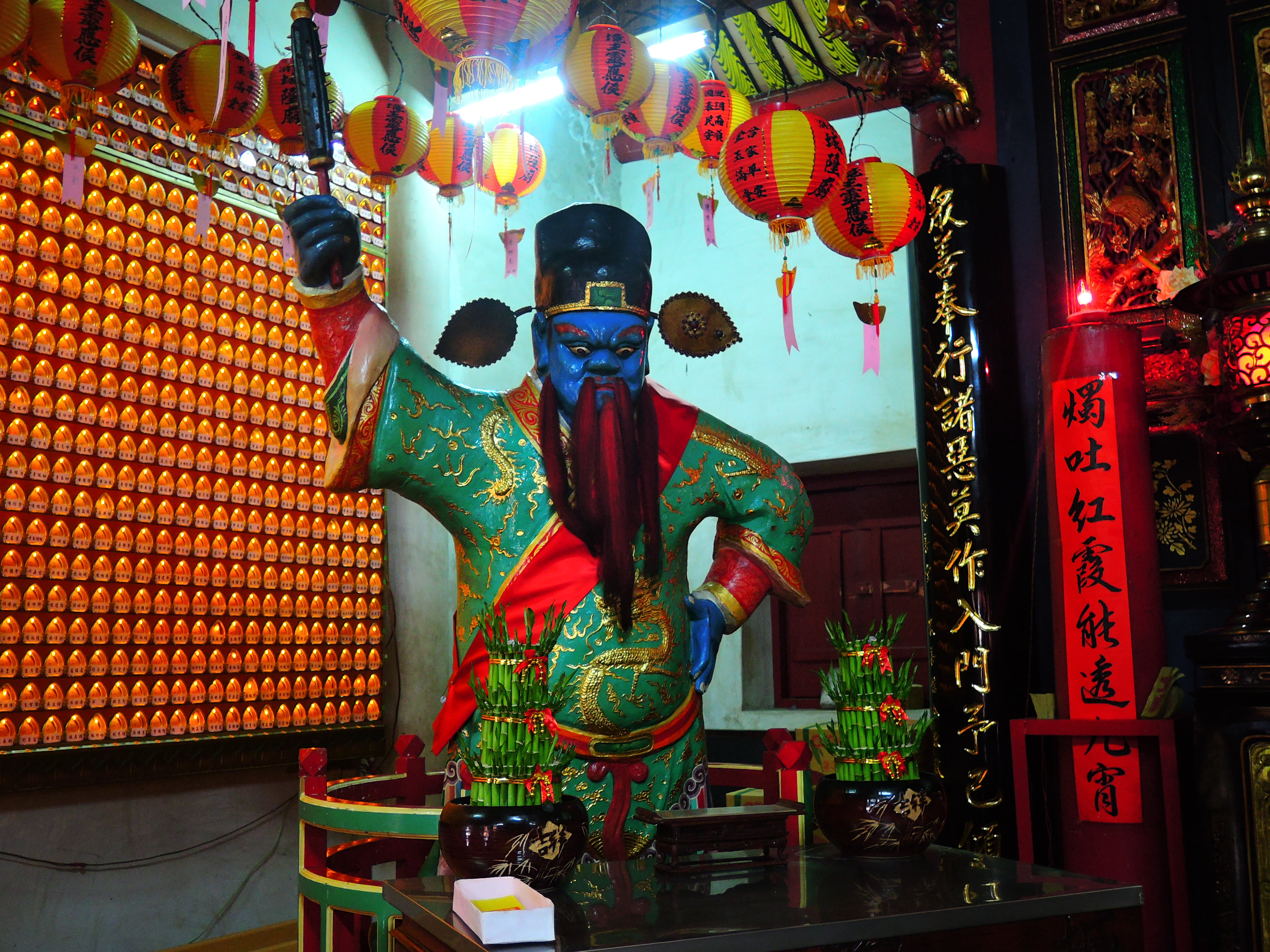
武判官
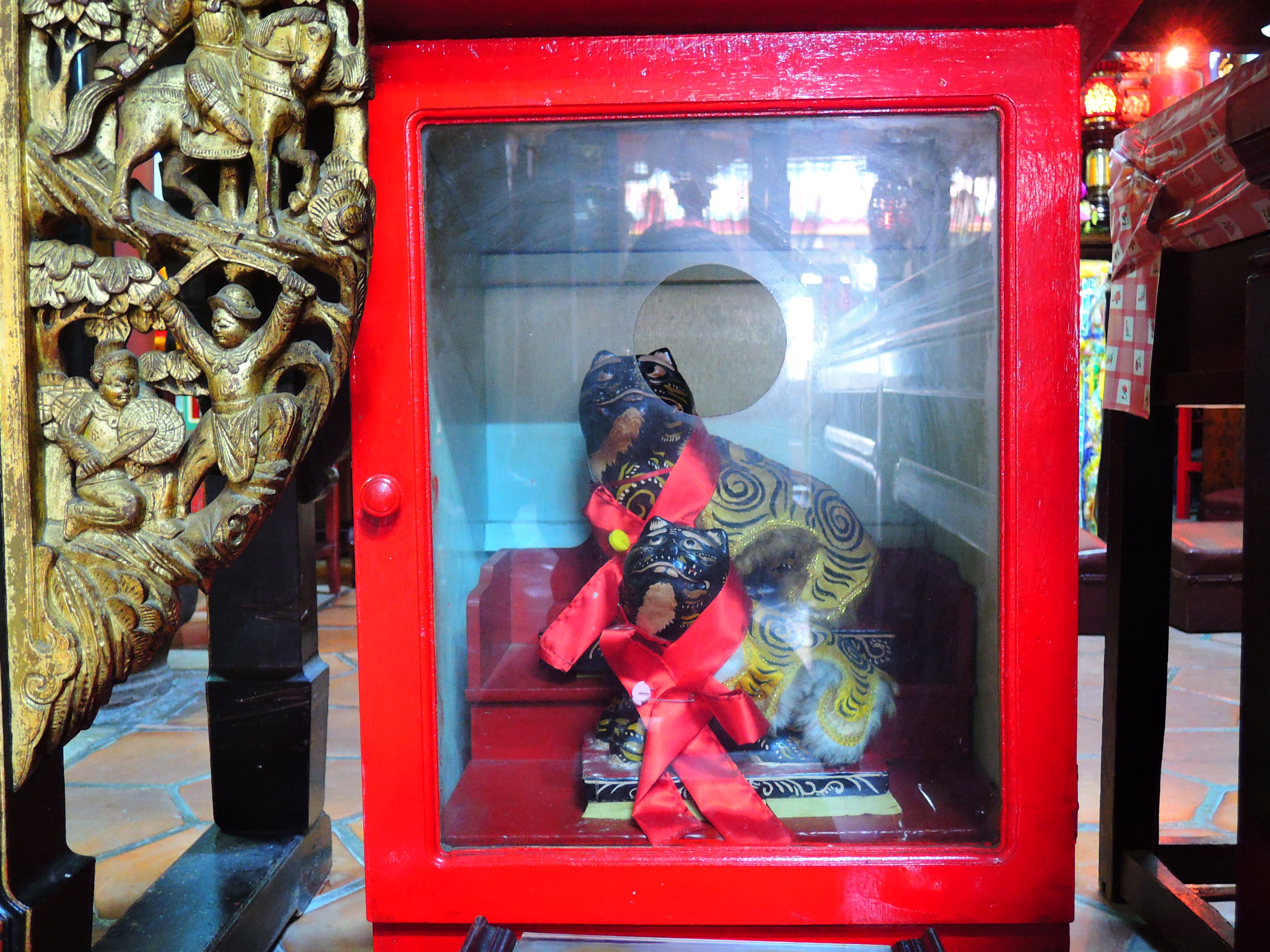
虎爺

### 正殿兩側
正殿左右兩側，分別奉祀註生娘娘（東側）與臨水夫人（西側）

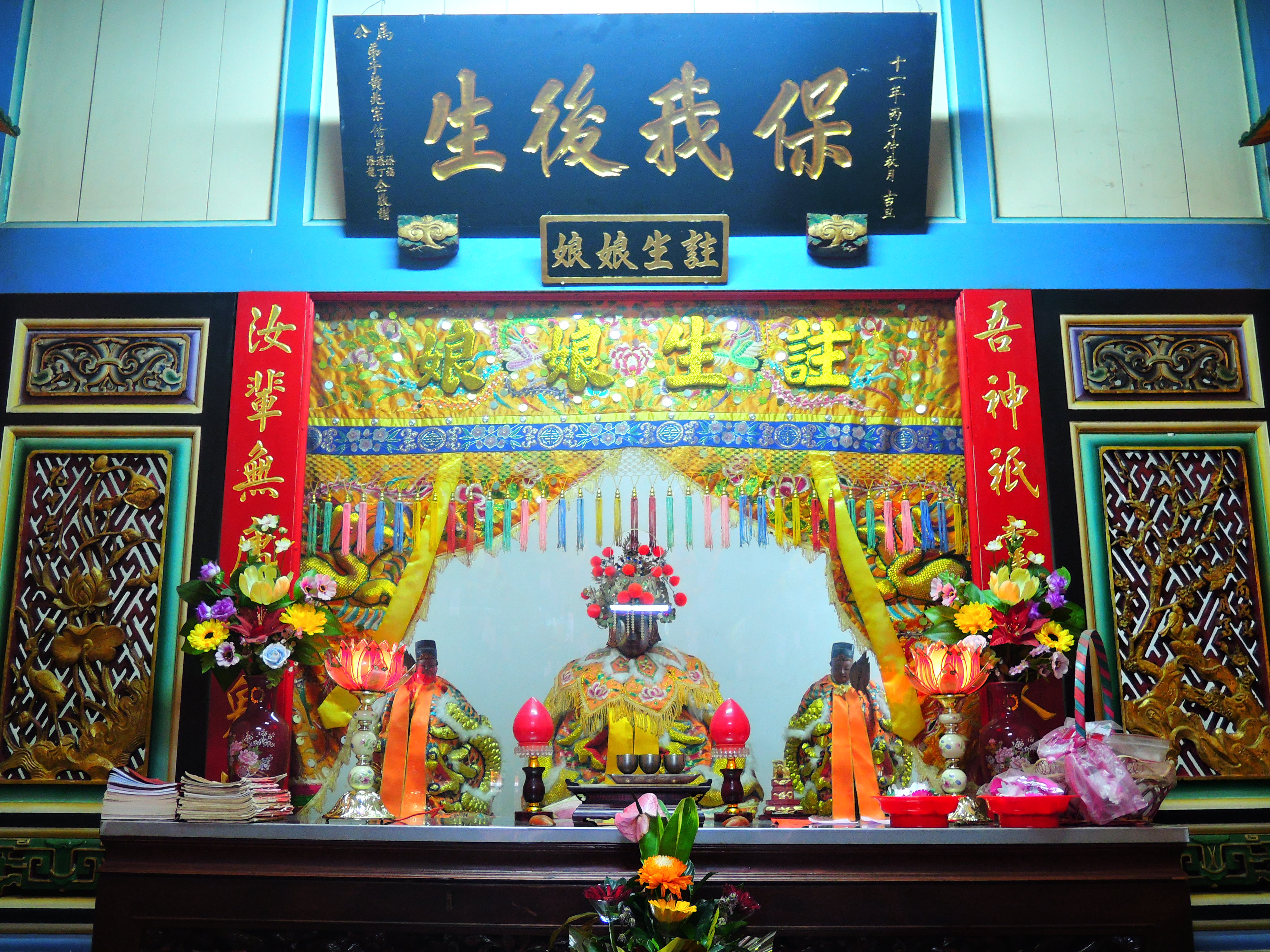
正殿｜註生娘娘（東側）
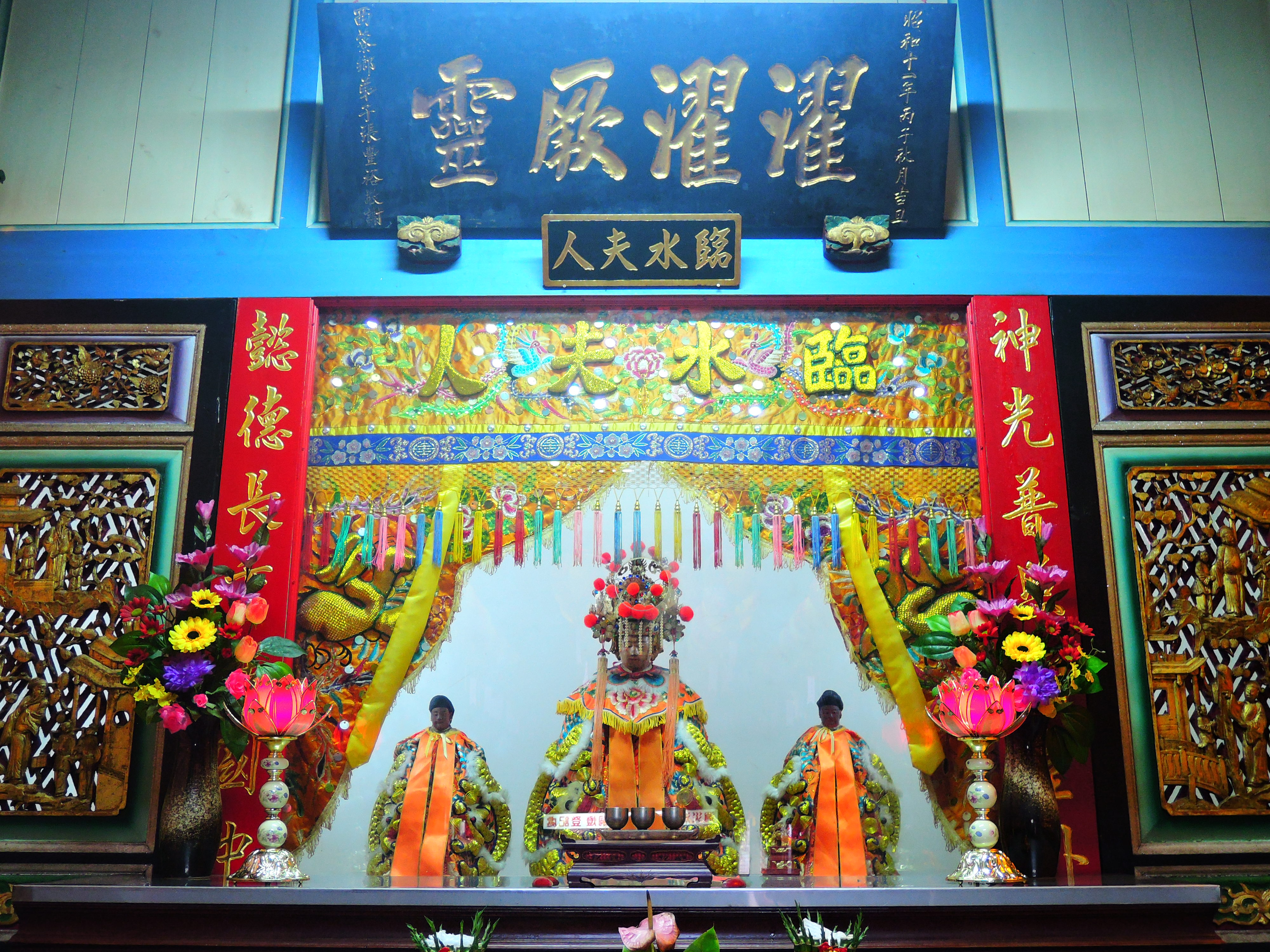
正殿｜臨水夫人（西側）

### 護龍

澎湖福德祠（善後祠）

東西兩側前落有七爺（謝必安）、八爺（范無救）與文武班頭爺的塑像，廂房內祀有註錄司、陰陽司、褒善司、註壽司、速報司以及罰惡司等六司官。外牆有歷代流傳歷史故事的彩繪，為早期宮廟教化意義的表徵和遺存，乃澎湖宮廟彩繪大師黃友謙作品。

東西落廂房
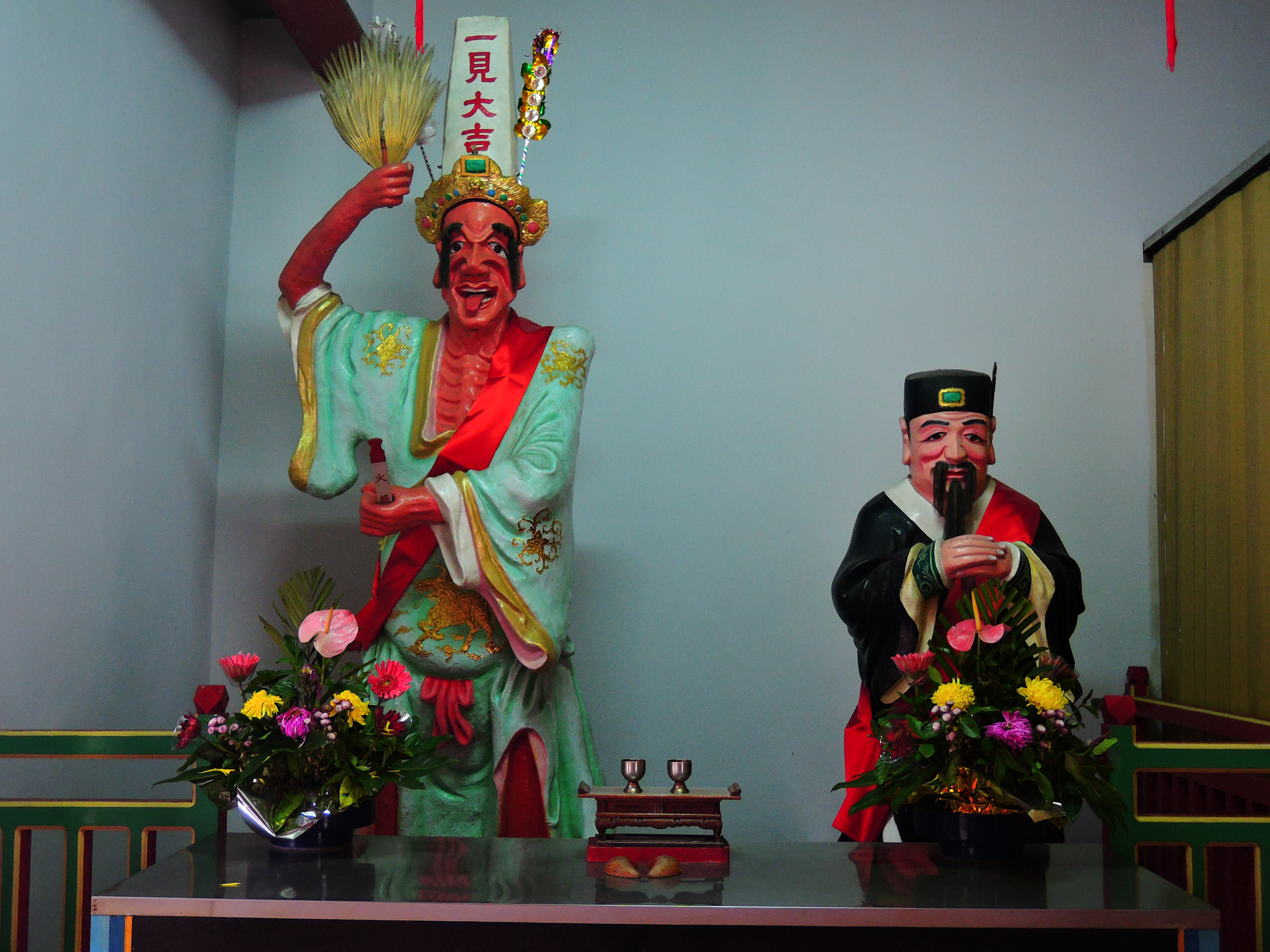
前落｜七爺
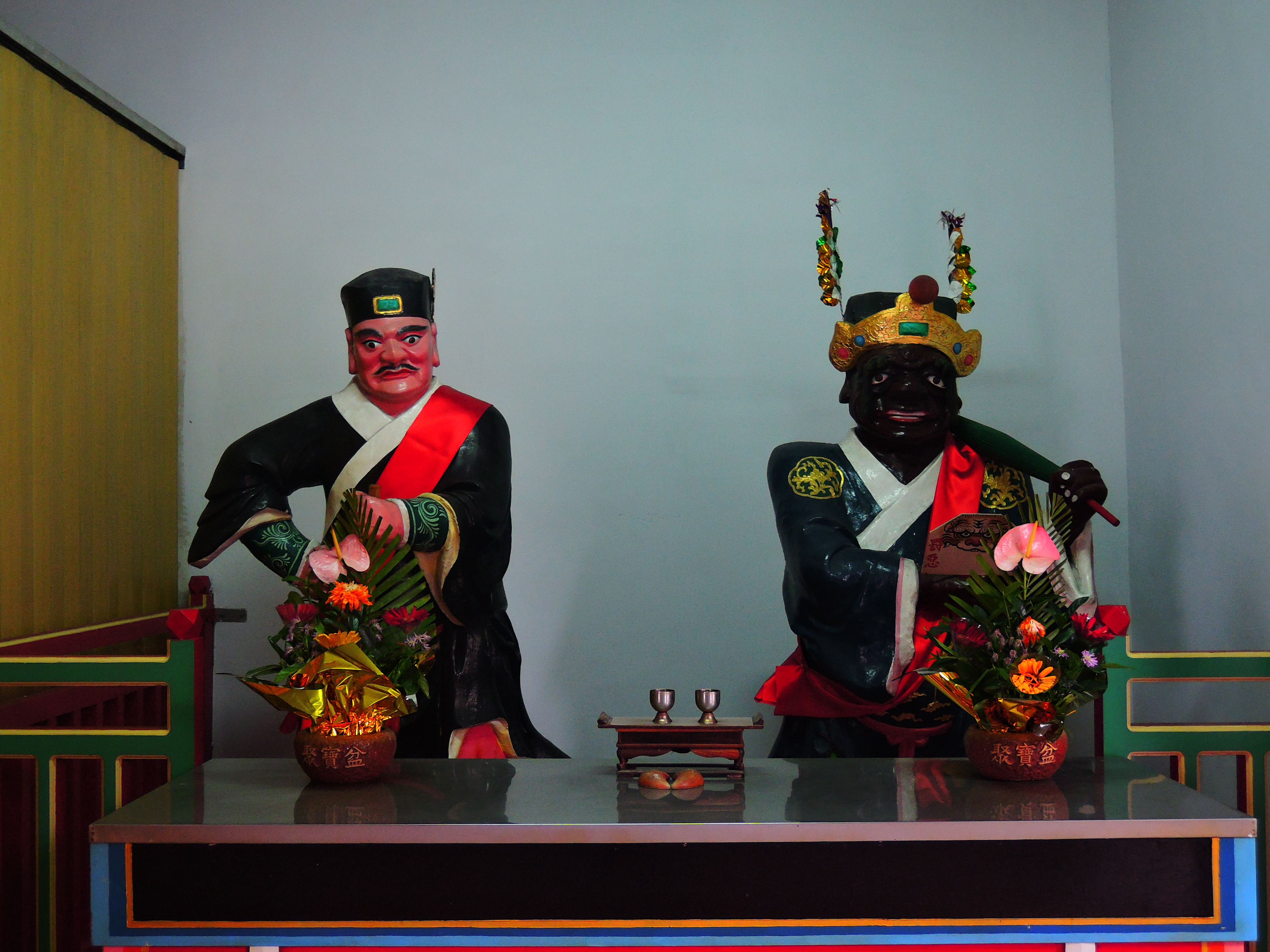
前落｜八爺
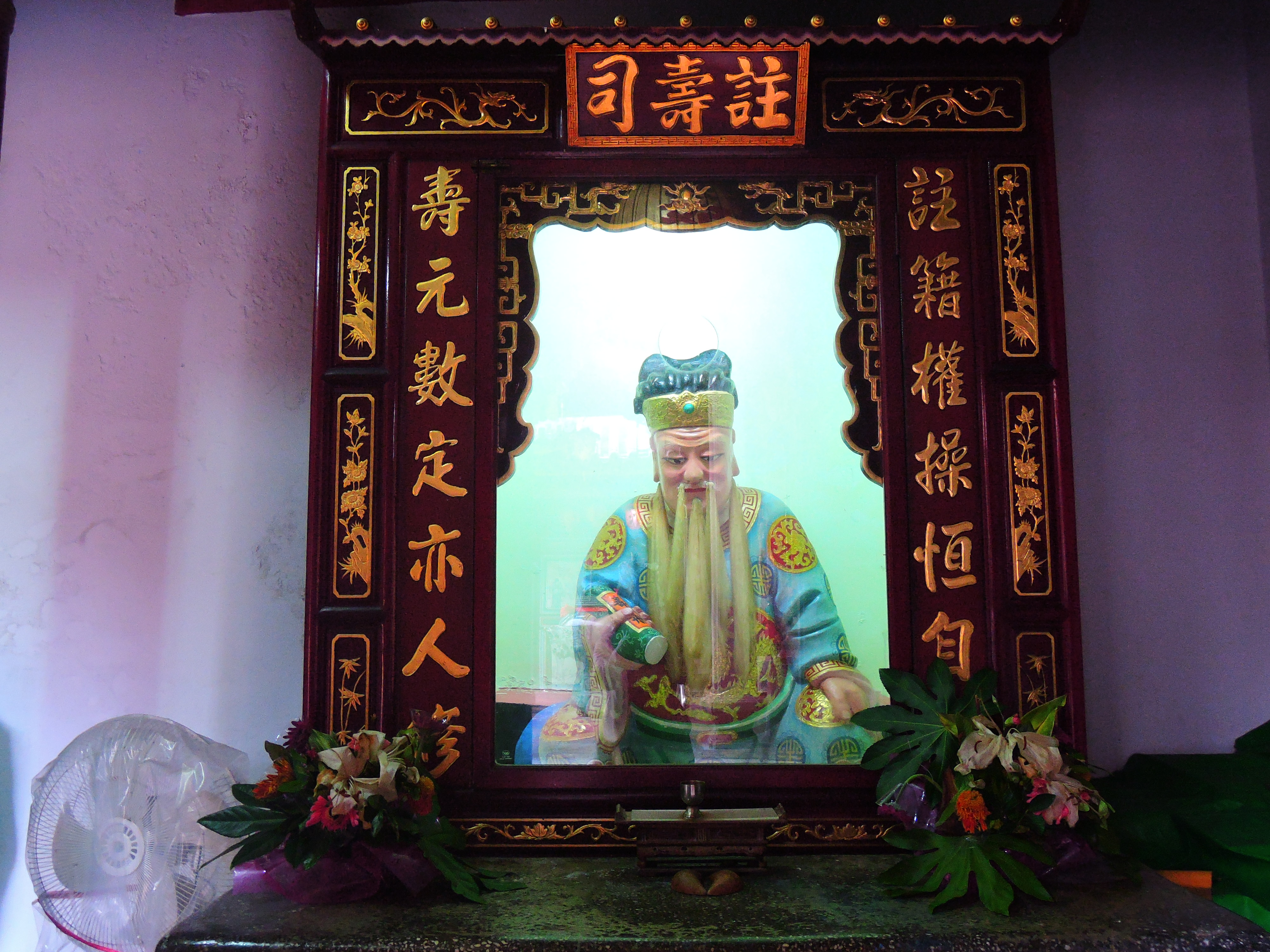
六司官｜註壽司
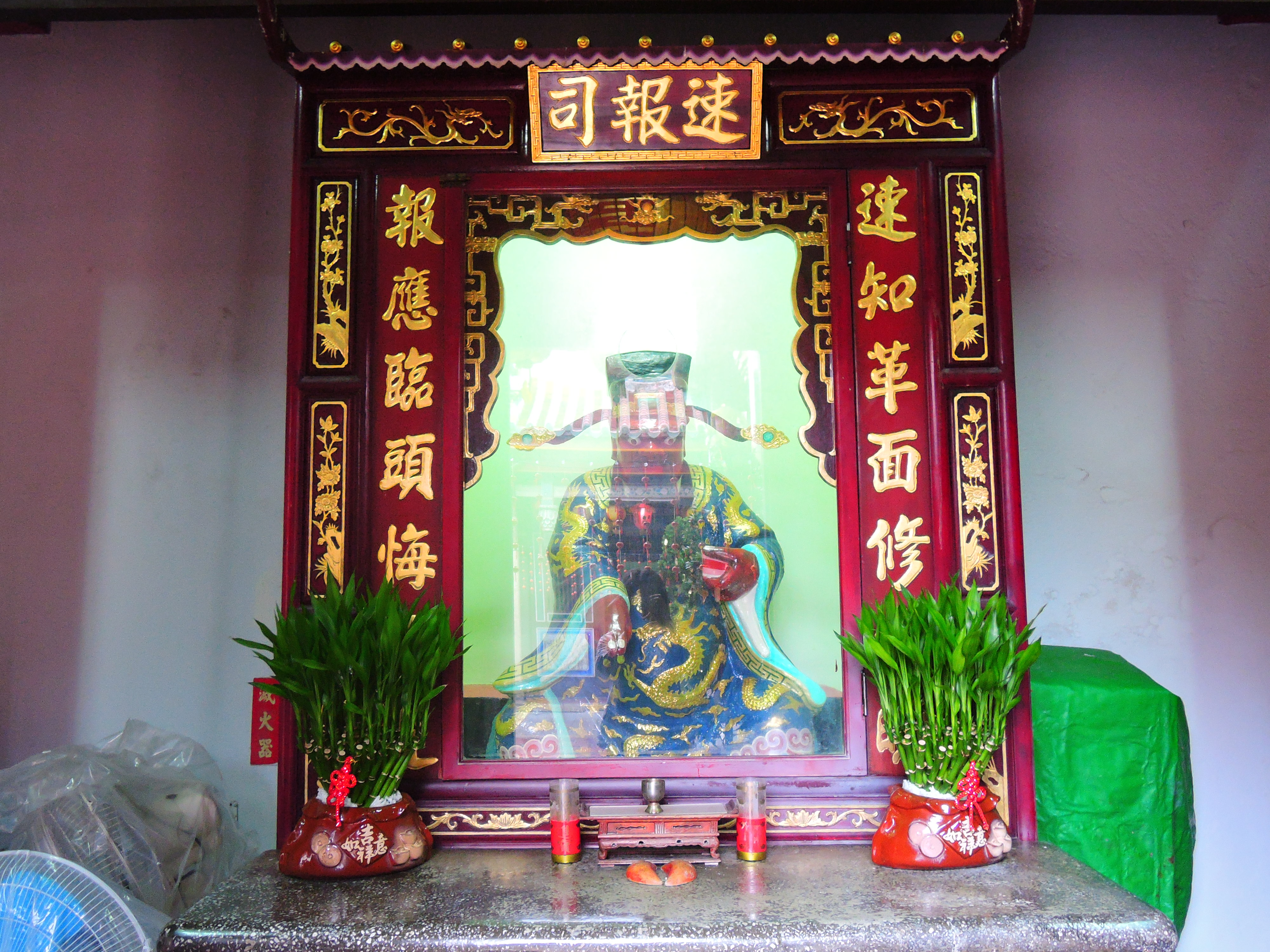
六司官｜速報司
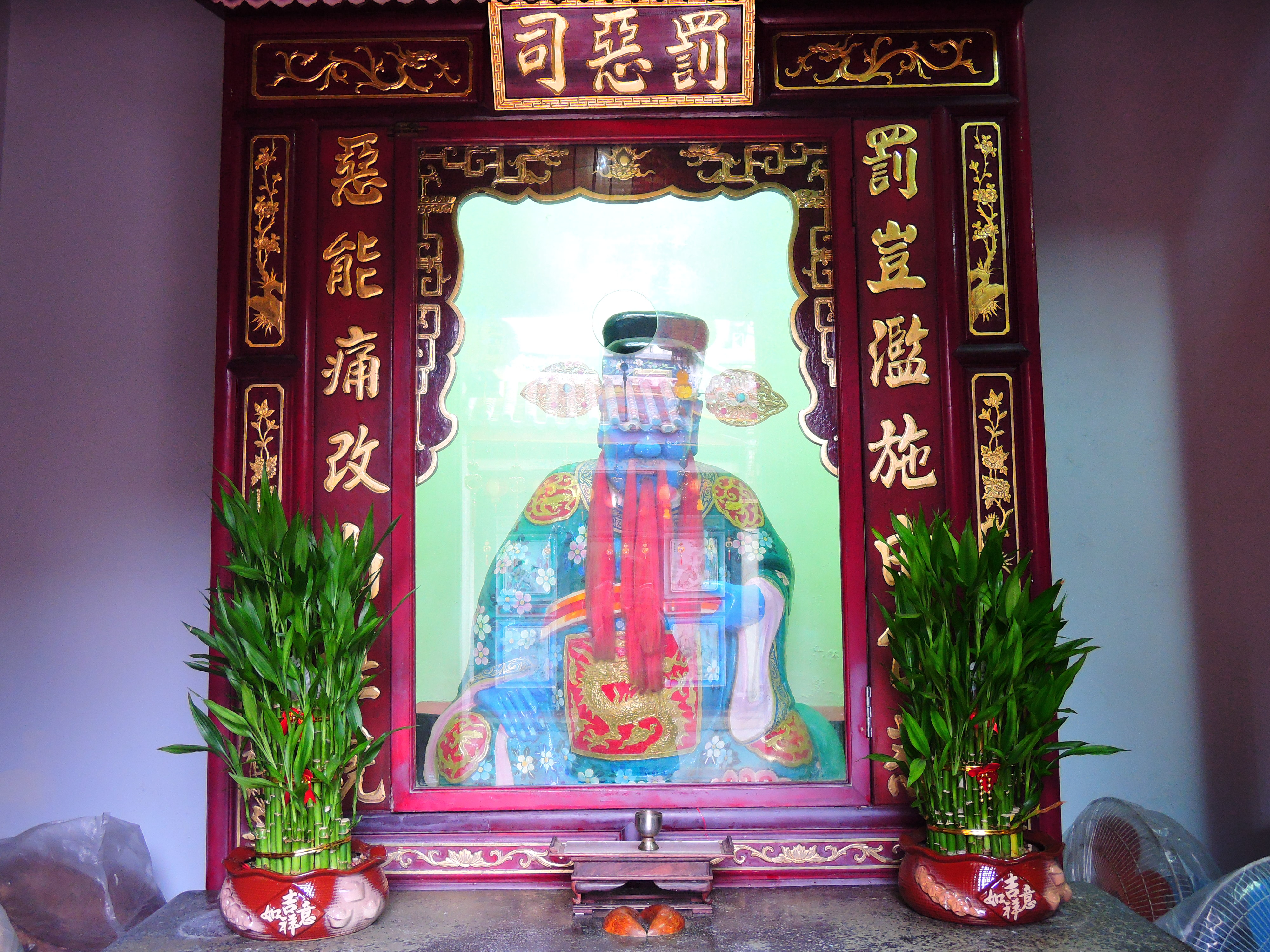
六司官｜罰惡司

### 土地公
位於馬公市仁德路福德祠（台灣銀行澎湖分行斜對面），其土地公像在清季原本安奉於媽宮城隍廟之中，後因城隍廟增祀六司官（陰陽司、速報司、註壽司、褒善司、罰惡司、註祿司），才移祀出去。

## 祭祀
- 每年農曆五月初六為媽宮境主靈應侯之例祭。
- 澎湖地區農曆舉辦普渡時，往例由媽宮城隍廟六月初六先行開辦，繼而在澎湖觀音亭收尾，所以當地有「城隍廟放，觀音亭收」之俗諺。[13]
- 根據民間五行學說，城隍爺乃鎮守北方幽冥之境的鬼王，五行屬水，八字喜用神為水者，可與之祈求用神庇佑，命格有轉上之效。[14]

## 碑文

### 澎湖改建城隍廟碑記
皇帝建元，四十有二年，祺分守澎湖。澎湖故有城隍神廟偏署之東，庳陋湫隘而囂塵。祺抵任之始，心擬捐俸改建而新之。戊戌夏，郡伯蔣公有聞焉，首捐清捧三百圓，以為之助醵金。澎人士各隨其心之願而力之稱。爰卜吉於媽宮之陽，宇重者三，高基者為奉神之殿，寬其中為整儀之庭，兩寮列舍以居香火之司。門敞其前，墻周其外，塗之、塈之、翬之、飛之。制有恢於前，飾毋侈于後；享祀允宜，妥侑畢備。噫嘻！明有禮樂，幽有鬼神，有陽以治明，即有陰以治幽。是人情固鮮克有終，實亦難慮於始。維澎湖自入版圖以來，祇以僻居海島，而於城隍神廟因陋就簡，廢焉不舉，于祀典為缺。祺也忝守斯土，不憚仔肩而經營之，刻日而成之，當亦幽明所共愜已！興事於戊戌十月，落成於己亥二月。其捐資以集事者，姓名臚具於匾以懸諸軒。
 — 大清乾隆四十有四年歲次己亥十月吉旦 通判臺灣府澎湖事會稽謝維祺立 督視工程海澄縣監生郭志達

### 重修城隍廟碑記
乙酉秋，基蒞任籌善後。城隍為祀典正神，四民祈福。廟燬於兵，商之諸紳，以閤澎十三澳，公捐錢二千貫有奇。十月既望興工，重朔像、增前楹、製廟器，餘資建照墻；外市屋一所，取賃充廟費，舉紳輪值。丙戌春落成，具詳奏請封號，頒匾額以答神庥。廟西觀音亭為礮圮，並建之。董事者舉人郭鶚翔、生員黃濟時、徐癸山、蔡玉成、許晉纓、許廷芳。所需工料，各澳捐戶別榜廟堂，以示不朽。是為記。
 — 光緒拾弍年夏月 署通判事江夏程邦基立